# Strzyżów (stad)
Strzyżów is een stad in het Poolse woiwodschap Subkarpaten, gelegen in de powiat Strzyżowski. De oppervlakte bedraagt 13,93 km², het inwonertal 8681 (2005).